# Frea flava
Frea flava là một loài bọ cánh cứng trong họ Cerambycidae.